# Lijst van partijleiders van GroenLinks
De partijleider van de GroenLinks is tijdens de Tweede Kamerverkiezingen de lijsttrekker. Meestal bekleedt de partijleider de functie van fractievoorzitter in de Tweede Kamer. De eerste partijleider en lijsttrekker was Ria Beckers.

## Partijleiders
|                                                               | M.B.C. (Ria) Becker    | drs. M.B.C. (Ria) Beckers (1938–2006) | 6 september 1989 – 20 april 1993    | Lid Tweede Kamer (1977–1993) Fractievoorzitter Tweede Kamer (1989–1993)   | Partijvoorzitter (PPR) (1974–1976) Partijleider (PPR) (1977–1989) Fractievoorzitter Tweede Kamer (PPR) (1977–1989) | PPR | 1989           |
|                                                               | P.A. (Peter) Lankhorst | drs. P.A. (Peter) Lankhorst (1947)    | 20 april 1993 – 22 februari 1994    | Lid Tweede Kamer (1981–1994) Fractievoorzitter Tweede Kamer (1993–1994)   | | PPR |                |
|                                                               | I. (Ina) Brouwer       | mr. I. (Ina) Brouwer (1950)           | 22 februari 1994 – 4 mei 1994       | Lid Tweede Kamer (1989–1994)                                              | Lid Tweede Kamer (CPN) (1981–1986) Fractievoorzitter Tweede Kamer (CPN) (1982–1986) Partijleider (CPN) (1982–1989) | CPN | 1994           |
|                                                               | P. (Paul) Rosenmöller  | P. (Paul) Rosenmöller (1956)          | 4 mei 1994 – 26 november 2002       | Lid Tweede Kamer (1989–2003) Fractievoorzitter Tweede Kamer (1994–2002)   | Lid Eerste Kamer (sinds 2019) Fractievoorzitter Eerste Kamer (sinds 2019)                                          |     | 1998 2002      |
|                                                               | F. (Femke) Halsema     | drs. F. (Femke) Halsema (1966)        | 26 november 2002 – 16 december 2010 | Lid Tweede Kamer (1998–2011) Fractievoorzitter Tweede Kamer (2002–2010)   | Burgemeester van Amsterdam (sinds 2018)                                                                            |     | 2003 2006 2010 |
|                                                               | J.C.M. (Jolande) Sap   | drs. J.C.M. (Jolande) Sap (1963)      | 16 december 2010 – 8 oktober 2012   | Lid Tweede Kamer (2008–2012) Fractievoorzitter Tweede Kamer (2010–2012)   | |     | 2012           |
|                                                               | A. (Bram) van Ojik     | drs. A. (Bram) van Ojik (1954)        | 8 oktober 2012 – 12 mei 2015        | Lid Tweede Kamer (2012–2015) Fractievoorzitter Tweede Kamer (2012–2015)   | Partijvoorzitter (PPR) (1988–1990) Lid Tweede Kamer (1993–1994) (2017-2021) Ambassadeur naar Benin (2003–2006)     | PPR |                |
|                                                               | J.F. (Jesse) Klaver    | J.F. (Jesse) Klaver (1986)            | 12 mei 2015 – heden                 | Lid Tweede Kamer (sinds 2010) Fractievoorzitter Tweede Kamer (sinds 2015) | |     | 2017 2021      |
| Bron: Overzicht lijsttrekkers GroenLinks Parlement & Politiek |                        |                                       |                                     |                                                                           | |     |                |